# Giuseppe Lunati
Giuseppe Lunati (Roma, 24 aprile 1800 – Roma, 4 aprile 1878) è stato un avvocato, magistrato e politico italiano.

## Biografia
Laureato in giurisprudenza, quindi avvocato, esercitò cariche della magistratura dello Stato Pontificio e fu ministro delle Finanze nei governi Orioli-Mamiani
(4 maggio - 3 agosto 1848) e Muzzarelli-Galletti (20 novembre - 29 dicembre 1848). In questo secondo esecutivo tenne anche il ministero degli Affari esteri ad interim. Successivamente fu giudice del Tribunale della Corte di cassazione della Repubblica Romana del 1849.
È stato Assessore per l'illuminazione e nettezza, facente funzioni di sindaco di Roma tra il 28 novembre e il 20 dicembre 1870, e dal novembre del 1870 al settembre del 1871 fu Presidente del Consiglio provinciale di Roma.
Nel dicembre del 1870 venne nominato Senatore del Regno per la categoria 5.